# 山光博康
山光 博康（やまみつ ひろやす、1965年 - ）は、日本の実業家。サンコー株式会社代表取締役CEO。広島県生まれ。
秋葉原発・世界最小の家電メーカーで、アイデア商品の販売元「面白家電サンコー」として知られる。

## 来歴
呉市出身。呉高等学校、駒澤大学文学部歴史学科卒業。大学卒業後、秋葉原のPC周辺機器の輸入販売会社に入社。 
2003年6月26日、サンコー株式会社（千代田区）を設立し社長に就任。
面白くて役立つ商品に特化した通販サイト「レアモノショップ」を展開する。

## 著書
- 「スキを突く経営　面白家電のサンコーはなぜウケるのか」集英社インターナショナル新書　2022.6.7[10][11]